# Der Augsburger Kreidekreis
Der Augsburger Kreidekreis ist eine Erzählung von Bertolt Brecht aus dem Jahre 1940. Bertolt Brecht wurde des Hochverrates angeschuldigt und musste aus dem nationalsozialistischen Deutschland fliehen. Diese Geschichte wurde im Exil geschrieben und spielt in Augsburg während des Dreißigjährigen Krieges (1618–1648). Augsburg ist eine katholische Stadt im Südosten Deutschlands und Brechts Geburtsort. Die Erzählung erschien erstmals 1941 und Brecht nahm sie später ebenfalls in die 1949 erstmals veröffentlichten Kalendergeschichten auf.

## Entstehung
Brecht verlegte die Handlung der Geschichte, deren Motiv er einer chinesischen Geschichte von Li Qingzhao entnommen hatte, in die Zeit des Dreißigjährigen Krieges in seine Heimatstadt Augsburg.
Mit dem Motiv der Kreidekreisprobe beschäftigte sich Brecht in mehreren Werken; das bekannteste ist das spätere Theaterstück Der kaukasische Kreidekreis, das eine ähnliche Handlung wie der Augsburger Kreidekreis hat.

## Inhalt
In der Geschichte geht es um das Schicksal eines Kindes und einer Magd, welche die Rolle der Mutter einnimmt, als die wahre Mutter das Kind zurücklässt. Die Erzählung findet zur Zeit des Dreißigjährigen Kriegs statt. In dieser Zeit bekämpfen sich Katholiken und Protestanten in kriegerischen Auseinandersetzungen.
Der Schweizer Protestant Zingli besitzt in Augsburg am Lech eine große Gerberei mit einer Lederhandlung. Herr Zingli ist mit einer Augsburgerin verheiratet und zusammen haben sie ein Kind. Als Katholiken die Stadt überrennen und am Abend zu plündern beginnen, versteckt sich Herr Zingli in einer Grube in seiner Gerberei. Jedoch wird er dort entdeckt und von den katholischen Eindringlingen erschlagen. Seine Frau, die mit dem Kind in eine Vorstadt fliehen sollte, hält sich zu lange mit dem Packen ihrer Kleider auf und lässt in der Eile, als die Katholiken den Hof stürmen, das Kind zurück. Als die einfache Magd Anna die kommende Gefahr sieht, stürmt sie in den oberen Stock und versteckt sich in einem Schrank. Nachdem die Gefahr vorbei ist, kommt sie heraus und findet den toten Gerber Zingli vor sowie sein noch lebendes Kind. Zuerst lässt sie das Kind zurück und macht sich auf den Weg. Sie hat beschlossen Frau Zingli in der Vorstadt aufzusuchen. Doch als sie dort vor der Tür steht, wollen Frau Zingli und ihre Verwandten nichts mit dem Kind zu tun haben. Aus gutem Herzen beschließt Anna das Kind an sich zu nehmen und flieht zu ihrem Bruder aufs Land. Ihr Bruder hatte sich auf einen Bauernhof eingeheiratet und nimmt sie und das Kind auf. Allerdings misstraut ihr ihre Schwägerin und fragt sie ständig nach dem Vater des Kindes aus, da zu dieser Zeit ein uneheliches Kind als Schande empfunden wurde. So erfindet Anna eine Geschichte von einem Ehemann, der nachkommen soll und sie am Hof abholen wird. Aber als die Zeit vergeht und kein Mann auftaucht, müssen sie eine andere Lösung finden. Eines Tages nimmt ihr Bruder sie mit in ein benachbartes Dorf. Er habe für sie einen „todkranken“ Mann gefunden, der sie heiraten könne. Wenn er sterben werde, erhalte sie seinen Totenschein und könne damit die Zweifel der anderen ausräumen. So geht Anna eine Ehe mit dem todkranken Mann ein und wartet darauf, dass die Meldung von seinem Tod kommt. Inzwischen vergeht Tag um Tag und keine Nachricht kommt vom Tod ihres Mannes, bis Anna eines Tages beschließt, nachzuforschen. Als ihr Bruder ihren als „Otterer“ bekannten Mann auffindet, stellt der einst „Todkranke“ sich als kerngesund heraus. Anna weigert sich jedoch, zu ihm zu ziehen und mit ihm unter einem Dach zu leben. Kurz darauf wird Anna krank und liegt im Bett. Als Otterer sie holen kommt, lässt sie es zu und wehrt sich nicht. Nachdem sie wieder gesund ist, versucht Anna zu fliehen, jedoch kommt sie nicht weit und so nimmt sie ihr Schicksal hin und lebt mit Otterer zusammen. Im Lauf der Jahre ist Anna mit ihrer Rolle zufrieden und das Leben mit „ihrem“ Kind bereitet ihr viel Freude.
Nach dem Ende des Dreißigjährigen Krieges kommt eines Tages die Frau des Gerbers Zingli, während Anna ins Dorf gegangen ist, um Sirup zu holen, und holt ihr leibliches Kind ab. Nach ihrer Rückkehr vom Dorf erlebt Anna mit Entsetzen den Verlust des Kindes. Daraufhin geht Anna zu den Behörden und sagt, dass man ihr Kind gestohlen habe. Durch Glück wird ihr Fall an den Richter Ignaz Dollinger verwiesen. Der Richter ist in ganz Schwaben bekannt für seine Grobheit und Gelehrsamkeit. In der Folge wird Anna zum Richter zitiert. Der Richter fragt Anna, warum sie nicht gleich gesagt habe, dass es um eine „Gerberei mit pfundigem Anwesen“ geht, woraufhin Anna antwortet, dass es ihr einzig und allein um das Kind gehe. Wie sich herausstellt, braucht Frau Zingli, die leibliche Mutter des Kindes, das Kind, damit die Erbschaft ihres Mannes an sie geht. Am darauf folgenden Samstag findet die Gerichtsverhandlung statt. Die Besonderheit des Falles hat viel Aufmerksamkeit auf sich gezogen. Zuerst wird Frau Zingli aufgerufen und sie erzählt, wie ihr kaiserliche Soldaten das Kind entrissen hätten und die Magd Anna das Kind an sich genommen habe, um später Lösegeld zu erpressen. Als Nächstes werden die Verwandten des Verstorbenen aufgerufen, sie haben nicht viele freundliche Worte für ihre Schwägerin übrig. Zum Schluss wird noch Anna aufgerufen, sie schildert die Nacht, als sie aus der Gerberei floh und zum Haus des Onkels von Frau Zingli ging, um dort zu berichten, dass das Kind noch in der Gerberei liege. Jedoch sei sie danach nicht gleich zur Gerberei zurückgekehrt, aus Furcht vor den kaiserlichen Truppen. Nachdem alle angehört worden sind, sagt der Richter, dass die wahre Mutter nicht herausgefunden werden konnte und befiehlt, das Kind zu holen sowie ein Stück Kreide. Auf dem Fußboden wird ein Kreis gezeichnet und das Kind in die Mitte gestellt. Nun befiehlt der Richter Frau Zingli und Anna je eine Hand des Kindes zu packen und so fest zu ziehen, wie es nur geht. Die wahre Mutter würde das Kind auf ihre Seite ziehen.
Als sie nun beginnen zu ziehen, lässt Anna die Hand des Kindes los, weil sie Angst hat, dem Kind Schmerzen zuzufügen. Die leibliche Mutter reißt das Kind an sich. Der Richter entscheidet jedoch das Gegenteil: Anna darf das Kind behalten. Er begründet seinen Urteilsspruch damit, dass ihre Liebe zum Kind und die Angst davor das Kind zu verletzen, gezeigt haben, wer die bessere Mutter ist.

## Interpretation
Die Geschichte soll eine Belehrung für den Leser sein. Bertolt Brecht versucht uns mit dieser Geschichte zum Nachdenken anzuregen und uns die schrecklichen Folgen von Kriegen zu zeigen. So wird in der Geschichte, die während des Dreißigjährigen Krieges spielt, zu Beginn ein protestantischer Gerber von katholischen Truppen ermordet und sein Kind wird von der Mutter zurückgelassen. Am Ende des Krieges, als Friede herrscht zwischen Katholiken und Protestanten, entsteht ein Streit, nur wegen des Krieges, um das Sorgerecht für das Kind. Des Weiteren will Brecht zeigen, dass nicht immer die leibliche Mutter am besten dafür geeignet ist, Mutter zu sein. Jede Frau kann ein Kind haben, aber das muss nicht heißen, dass die Frau, die das Kind geboren hat, sich auch wirklich um das Kind kümmern und für es sorgen kann. Die Geschichte zeigt, dass eine Frau, die ein fremdes Kind adoptiert, für dieses trotzdem mütterliche Gefühle entwickeln kann und sich um das Wohlergehen des Kindes sorgt.

### Textausgaben
- Ana Kugli: Der kaukasische Kreidekreis. Text und Kommentar, Frankfurt am Main 2009, ISBN 978-3-518-18842-2 (Suhrkamp BasisBibliothek, 42) (Anhang: „Der Augsburger Kreidekreis“, Erzählung von 1940)
- Denise Kratzmeier: Bertolt Brecht Kalendergeschichten. Text und Kommentar, Frankfurt am Main 2013, ISBN 978-3-518-18931-3 (Suhrkamp BasisBibliothek, 131)